# Donne che portano fascine a Porto d'Anzio
Donne che portano fascine a Porto d'Anzio è un dipinto di Giovanni Costa, detto Nino (1826-1903), datato 1852 e conservato a Roma, alla Galleria nazionale d'arte moderna e contemporanea.

## Storia
Giovanni Costa ci racconta la genesi di questa pittura: «Dopo una nottata piovosa, alla mattina, mentre si apriva il cielo, vidi delle donne che avevano sulla testa strani fardelli che poi conobbi essere radiche di alberi delle quali caricavano una barca. Ne ebbi una grande impressione e cominciai il quadro che fu compiuto nel 1852.»
Dopo la caduta della Repubblica Romana Nino Costa si era ritirato ad Ariccia, alla pensione Martorelli, dove incontrò pittori italiani, tedeschi, inglesi e francesi. Conobbe Massimo d'Azeglio e l'inglese Charles Coleman (1807-1874). Studiò il paesaggio fra Castel Fusano e Porto d'Anzio.
Il dipinto Donne che portano fascine a Porto d'Anzio fu presentato a Firenze nel 1859 e nel 1861, al Salon di Parigi del 1865, alla V Biennale di Venezia del 1903, e nel 1991-1992 in Vaticano (Braccio di Carlo Magno) alla mostra Il lavoro dell'uomo da Goya a Kandinskij, organizzata per il centenario dell'enciclica Rerum Novarum.

### Descrizione
Il soggetto si inserisce nel filone di una maggiore consapevolezza sulla penosa vita quotidiana delle classi più umili, sull'onda del pensiero positivista e delle nuove ideologie umanitarie. Il cadenzato e ritmico incedere delle tre donne - vestite in costume - che scendono verso la sponda marina, evocava anche immagini arcaiche. Le barche vuote, alla luce fredda dell'alba; la sabbia con i resti ossei di una vacca e la rena brulla con sterpi contorti rappresentano una penosa e quotidiana discesa agli Inferi delle donne.

### Stile
Aveva ventisette anni, Giovanni Costa, e già aveva elaborato la sua poetica e fissato la sua tecnica di ripresa dal vero. Per prima cosa realizzava sul posto un rapido bozzetto ad olio; poi completava l'idea, fissando i particolari in bozzetti e disegni; infine realizzava il quadro completo nel suo studio. Di questo dipinto si conoscono vari studi: uno rappresenta la barca che è al centro, un altro studio presenta l'insieme e vari disegni hanno particolari del quadro.
Nella realizzazione della pittura Costa sovrapponeva strati sottili di colore, tono su tono, fino a raggiungere il risultato desiderato.